# زردپره کاکل‌دار
زردپره کاکل‌دار (نام علمی: Emberiza lathami) گونه‌ای از پرندگان تیرهٔ زردپرگان نمادین (Emberizidae) و به اندازه گنجشک است. نرها دارای بال‌ها و دم‌های رنگی روی بدن سیاه‌رنگ هستند و ماده‌ها به رنگ قهوه‌ای مات کمتر متضاد هستند. نر و ماده هر دو دارای کاکل مشخص هستند. این گونه در گذشته به دلیل کاکل آن در یک سردهٔ تک‌نماد Melophus قرار می‌گرفت که در میان زردپره‌ها منحصر به فرد است. این گونه پراکنش گسترده اما پراکنده در آسیا دارد. آنها در زیستگاه‌های عمدتاً باز و خشک در دامنه‌ای از ارتفاعات یافت می‌شوند. جمعیت در ارتفاعات بالاتر هیمالیا جابجایی ارتفاعی فصلی را نشان می‌دهند. آنها در زمستان با هم جمع می‌شوند.